# Pla d'Urgell
Il Pla d'Urgell (nome ufficiale in lingua catalana; in spagnolo Plana de Urgel) è una delle 41 comarche della Catalogna, con una popolazione di 33.105 abitanti; suo capoluogo è Mollerussa. Venne istituita nel 1987, assieme alle altre comarche dell'Alta Ribagorça e del Pla de l'Estany.
Amministrativamente fa parte della provincia di Lleida, che comprende 13 comarche.

## Lista dei comuni del Pla d'Urgell
| città                | superficie | popolazione | densità       |
| -------------------- | ---------- | ----------- | ------------- |
| Barbens              | 7,6 km²    | 808 ab.     | 106,9 ab./km² |
| Bell-lloc d'Urgell   | 34,9 km²   | 2.126 ab.   | 60,9 ab./km²  |
| Bellvís              | 46,7 km²   | 2.101 ab.   | 45 ab./km²    |
| Castellnou de Seana  | 16,1 km²   | 710 ab.     | 44,09 ab./km² |
| El Palau d'Anglesola | 12,3 km²   | 1.685 ab.   | 137,2 ab./km² |
| El Poal              | 8,9 km²    | 632 ab.     | 71,2 ab./km²  |
| Fondarella           | 5,4 km²    | 678 ab.     | 24,9 ab./km²  |
| Golmés               | 16,6 km²   | 1.443 ab.   | 86,9 ab./km²  |
| Ivars d'Urgell       | 24,3 km²   | 1.711 ab.   | 70,4 ab./km²  |
| Linyola              | 28,7 km²   | 2.374 ab.   | 82,8 ab./km²  |
| Miralcamp            | 14,8 km²   | 1.215 ab.   | 81,9 ab./km²  |
| Mollerussa           | 7,1 km²    | 13.096 ab.  | 1.844 ab./km² |
| Sidamon              | 8,1 km²    | 586 ab.     | 72,3 ab./km²  |
| Torregrossa          | 40,6 km²   | 2.285 ab.   | 56,3 ab./km²  |
| Vilanova de Bellpuig | 14 km²     | 1.090 ab.   | 78 ab./km²    |
| Vila-sana            | 19,1 km²   | 540 ab.     | 28,3 ab./km²  |